# Catarina Castor
Catarina Castor (khoảng 1980 – 30 tháng 12 năm 2012) là một chính trị gia người Guatemala và là thành viên của Đảng Yêu nước. Thành viên của Quốc hội Guatemala, Castor là người phụ nữ đầu tiên của người Ixil, một nhóm người Maya bản địa, được bầu vào cơ quan lập pháp quốc gia. Cô đã phục vụ trong các ủy ban nông nghiệp, an ninh lương thực và người bản địa trong Quốc hội.
Catarina Castor đã thiệt mạng trong một vụ tai nạn máy bay do sự cố cơ học ở Nebaj, Sở Quiché, Guatemala, vào ngày 30 tháng 12 năm 2012, ở tuổi 32. Cô đã bay trên đường đến Santa Cruz del Quiché cho lễ kỷ niệm mười sáu năm hiệp định hòa bình chấm dứt Nội chiến Guatemala. Thống đốc Sở Quiché, Heber Cabrera, sống sót sau vụ tai nạn, nhưng phi công Julio Giron cũng bị giết.